# فرانسيس مارشام، السيدة رومني
فرانسيس مارشام، الليدي رومني (9 يوليو 1755 – 15 يناير 1795) السيدة فرانسيس ويندهام سابقًا، وهي زوجة السياسي البريطاني تشارلز مارشام، إيرل رومني الأول . يشار إليها أحيانًا باسم "كونتيسة رومني"،  توفيت قبل أن يرتقي زوجها عام 1801 إلى مرتبة إيرلدوم.